# Aljakszandr Pavlavics Hleb
Aljakszandr Pavlavics Hleb (belaruszul: Аляксандр Паўлавіч Глеб) (Minszk, 1981. május 1. –) belarusz válogatott labdarúgó.

## A karrier kezdete
Első együttese a Dinama Minszk volt, onnan igazolt le 17 évesen a BATE Bariszavhoz, ahol már ott is nagy tehetségnek számított, és 1999-ben meg is nyerték a bajnoki trófeát.

## A stuttgarti évek
Hlebet sok nagy csapat is figyelte, végül 2000-ben leigazolta a Stuttgart 150 ezer euróért. Meg kellett szoknia a Bundesligát, és első szezonjában még az ificsapatban szerepelt, valamint 6-szor jutott szóhoz a felnőtteknél (egyszer kezdőként). Azután négy évig alapembernek számított a Stuttgartnál, és 137 meccs alatt 13 gólt szerzett. Legnagyobb sikere „csak” a második hely volt a 2002-2003-as bajnokságban, de az UEFA-kupában és a Bajnokok Ligájában is szerzett nemzetközi tapasztalatot a négy év alatt.

## Válogatott színekben
Ezekben az időkben már a válogatottban is számítottak rá, debütálása 2001-ben volt Wales válogatottja ellen, 2002 áprilisában első válogatott gólját is megszerezte, pont Magyarország ellen, egy Debrecenben megrendezett meccsen, mely 5-2-es fehérorosz győzelemmel végződött.

## Az Arsenalban

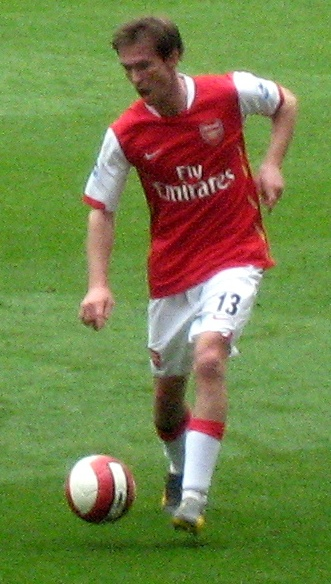
Hleb az Arsenal színeiben

Ekkor már több Európai elitcsapat is figyelte fejlődését, Hleb 2005 nyarán végül úgy döntött, hogy az Arsenal FC-be igazol 15 millió euró ellenében négy esztendőre. Egyből az első mérkőzésen betalált egy nyári felkészülési meccsen, mikor Arséne Wenger, az Arsenal menedzsere behozta a félidőben, és mindössze két perc kellett neki a gólhoz . A kétlábas középpályásnak aki a középpálya minden részén bevethető, kellett egy kis idő, hogy játékba lendüljön, de ennek ellenére sikerült beférkőznie a kezdő csapatba, és a BL-döntőben Arséne Wenger a kezdő csapatba tette. Hleb a 2005-2006-os szezonban 25 mérkőzést játszott, és betalált január 14-én, a Middlesbrough elleni 7-0-s meccsen, ezenkívül pedig gólt szerzett a Charlton és a West Bromwich Albion ellen. 2002-ben és 2003-ban Fehéroroszország legjobb futballistájának választották. A testvére, majd két évvel fiatalabb Vjacseszlav is válogatott futballista, annak idején Hlebbel igazolta le a VfB Stuttgart, azóta már külön úton járnak, a kisebbik Hleb a Hamburg játékosa, igaz most hazájában van kölcsön. Édesapjuk korábban kamionsofőrként kereste a kenyerét, az 1986-os csernobili katasztrófa után, őt is Ukrajnába küldték, a család erre vezeti vissza, mert később megbetegedett. A 2006-2007-es szezonban a Premier League-ben, a Blackburn és a Reading ellen, a Bajnokok Ligájában is a Porto ellen. Egy-két meccset leszámítva mindig kezdő volt, ha nem legtöbbször csereként jött pályára. Ő adta a legtöbb passzot a Premier League-ben, és sok gólpasszt adott. Az Arsenal döntőt játszott, és ezüstérmet szerzett a Liga-kupában, a nyolcaddöntőig jutott a Bajnokok Ligájában, és negyedik lett a bajnokságban. Hleb ezen a pontvadászaton jobbszélsőt játszott, vagy néha-néha csatárt esetleg balszélsőt.

## A Barcelonában
A Barcelona és a Bayern München csapata harcolt érte. Hleb 2008 nyarán a katalán klubhoz igazolt 11,89 millió font fejében. Nem kezdődött jól a szezonja, hisz már a második spanyol bajnoki mérkőzésen megsérült. A Barcelona csapatában töltött első évében nem tudott a kezdőbe kerülni, ráadásul csereként is ritkán jutott szóhoz, ezért sem tudott olyan jól játszani, mint ezelőtt az Arsenalban.
2009 nyarán a Zlatan Ibrahimović–Samuel Eto’o-transzfer részeként az Internazionaléhoz került volna kölcsönjátékosként, azonban ezt Hleb megtagadta, majd egyéves kölcsönszerződés keretében korábbi német klubjához, a VfB Stuttgarthoz igazolt.